# Nógrádsipek

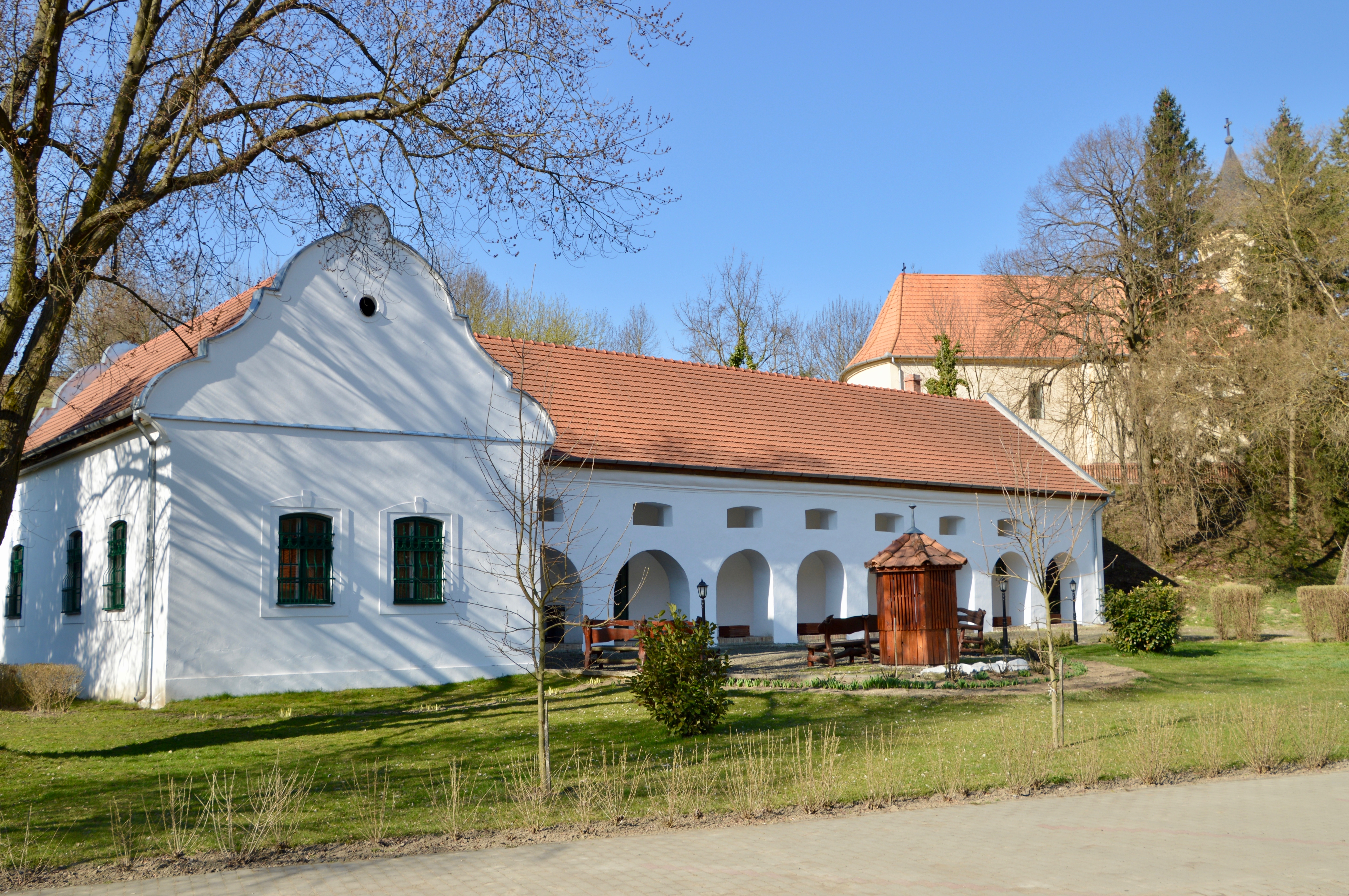
A Balás-kúria Nógrádsipek központjában

Nógrádsipek (szlovákul: Šípek vagy Šipice) község Nógrád vármegyében, a Szécsényi járásban.

## Fekvése
Nógrádsipek Szécsénytől tíz kilométerre délre fekvő zsákfalu, közúton a 21 132-es úton érhető el, amely Szécsényben ágazik ki a 2122-es útból és itt ér véget. A településen, amely a Novohrad-Nógrád UNESCO Globális Geopark része, keresztülhalad az Országos Kéktúra útvonala is. A falut a Cserhát hegyei, dombjai veszik körül. Szomszédjai Varsány, Hollókő és Herencsény, bár a két utóbbival nincs közvetlen közúti összeköttetése.

## Története
A honfoglalás korában kialakult helyzetről nincsenek pontos adatok. Szécsény és vidéke későbbi birtokosai a Kacsics nemzetség, akik a 13. századtól a sűrűn települt vidéken várbirtokrendszert alakítottak ki; birtokaik olyannyira egybefüggőek voltak, hogy valószínűleg a honfoglaláskor vagy röviddel utána, egyszerre kerültek a család tulajdonába. Birtokuknak ez a része az Ipoly két partján, Szécsény és Losonc környékén terült el. A falutól délkeletre mintegy négy kilométerre, a Pusztavár-hegy 457 méter magas csúcsán a 13. század vége felé a Kacsics nemzetségbe tartozó Péter fia Mihály épített kővárat. A Kacsics nemzetség szécsényi ága később Szécsényi néven volt ismert, ez a család férfiágon Szécsényi Lászlóval halt ki; a család 1459-ig birtokolta a területet.

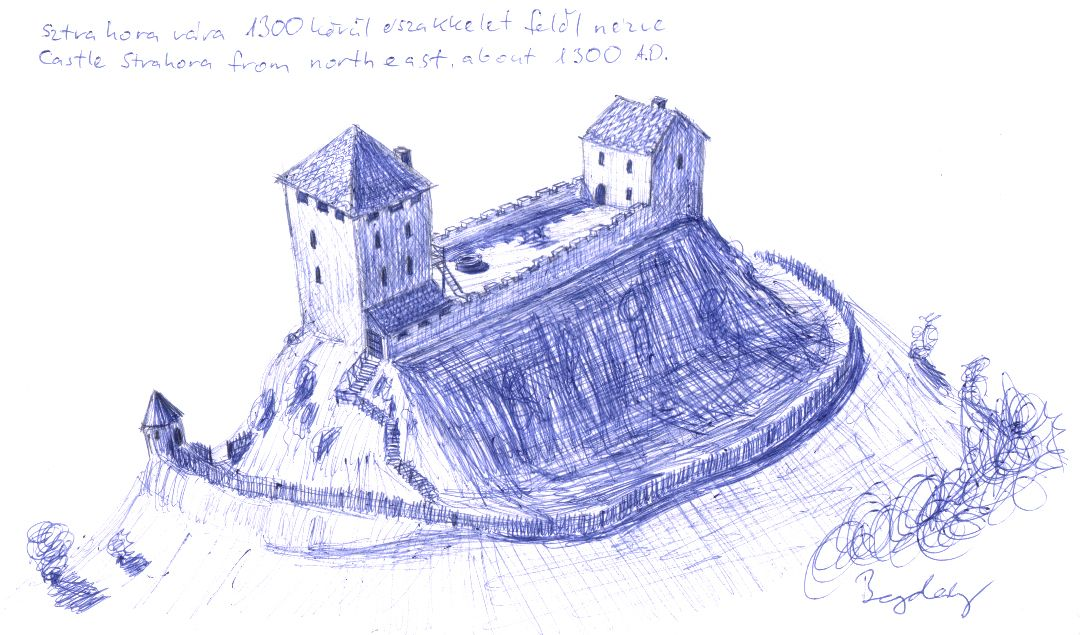
Sztrahora várának rekonstrukciós rajza

Sipek első okleveles említése 1265-ből való Chipeg alakban, egy adománylevélen: „…cum terra Stephani Comitis filii Martini Comitis, Chipeg uocata…” („Márton comes fia István comes földjéhez, melyet Sipeknek neveznek”). István a közeli Kisvarsány (Kyswassian, ma Varsány) ura is volt.
A következő okleveles említések már az Anjou-korból származnak. Mivel a Sipeket birtokló család Károly Róberttel szemben Csák Mátét támogatta, az oligarcha hatalmának megtörése (1321) után a király száműzte őket, birtokaikat elkobozta és hűséges hívének, a Kacsics nemzetség másik ágába tartozó Szécsényi Tamás erdélyi vajdának adományozta. Az adománylevélben gyakran előfordulnak a terra Sypek és fluvium Sypek („Sipek földje”, „Sipek folyóvize”, azaz a Sipek patak) szavak. Magának Sipeknek a birtokosát nem említik, csak azt, hogy a határ érinti „Stephani dicti Vrdug” (Ördögnek nevezett István) földjét, aki feltehetőleg az Árpád-kori oklevélben említett Istvánnal vagy fiával azonos. A latin nyelvű oklevelekben gyakran fordulnak elő magyar szavak (tulfa – tölgyfa, Fuzesberuk – Füzesberek, gymelchus – gyümölcsös), bizonyítva, hogy a lakosok magyarul beszéltek. Sipek kétségtelenül lakott hely volt, mert a környező falvak is azok voltak.
Amikor 1327-ben a birtokba iktatás megtörtént, az akkor Sztrahorának (az oklevelekben Ztrahura, magyarul Öreg erdő) nevezett várat már elhagyatottként említette az oklevél. Tehát a kővárat ötven évig sem használták tulajdonosai, ennek valószínű oka az lehet, hogy a családnak szintén birtokába tartozó és előnyösebb helyen épült hollókői vár légvonalban csak két és fél kilométerre van e vártól. Az uradalom központja Szécsény mezőváros volt, védelméről a hollókői vár gondoskodott.
1440 és 1460 közt a huszita harcokat megsínylette a környék. 1454-ben Szécsényi László főispán, az uradalom birtokosa elzálogosította Hollókő várát négy faluval és Szécsény városát 17 Nógrád vármegyei és 8 Heves vármegyei faluval a vejének, Lossonczy Albertnek. Szécsényi fia, János ebben az évben halt meg, hatalmas birtokait így két leánya, Hedvig és Anna, akiket Hunyadi János fiúsított, és férjeik, Lossonczy Albert és Országh János (az akkori nádor fia) örökölték. Szécsényinek nemcsak Nógrád és Heves vármegyékben voltak birtokai, hanem Gömörben és Erdélyben is. Az örökösök nem felezték meg a területet, hanem úgy döntöttek, minden várral, mezővárossal és községgel fele-fele arányban rendelkeznek. Ennek az érdekes osztozási módnak köszönhetően az uradalomra jellemző lett a kettős birtoklás.
1510-ben Hollókőn kívül még két vára volt az uradalomnak, az eddigre megerősített Szécsény, valamint Somoskővár. Sipek ekkor Váralja, Rimóc, Bátka, Zsúny és Pusztaalmás falvakkal együtt a hollókőihez tartozott.
Nógrád vármegye 1542-től kezdődően fokozatosan török megszállás alá került. A birtok urai ekkor Lossonczy István és Országh Kristóf voltak, de Lossonczy felét elfoglalta Ráskai István főispán, a füleki vár ura. Nem lehet kideríteni, hogy zálogba vette vagy egyszerűen csak elfoglalta. Az 1542-es adójegyzékben Sypegh faluban Ráskainak 3, az Országh családnak 2 portája volt, 1545-ben a királyi adószedők ismét 5 portát írnak össze. A törökök először 1546-ban írták össze a lakosokat, 6 családot, köztük a későbbi birtokosok, a Balás család első tagját, Balás Mátét. A falu a budai szandzsák váci nahijéhez tartozott, Hasszán bin Bali tímárbirtoka volt és 800 akcse adót fizetett. (A tímár olyan hűbérbirtok volt, melyet 6000 akcse jövedelem alatt a beglerbég adományozhatott, ennél jövedelmezőbbet csak a szultán adhatott.)
Az 1548-as magyar összeírásban már csak 4 portát említenek, viszont mind Lossonczy István tulajdonában volt. Az összeírásból azt is megtudhatjuk, hogy 2 bíró volt a faluban, 6 elhagyott ház állt, és a települést felégették a törökök és a portyázó magyar katonák. 1559-re az eredeti lakók közül csak Balás Máté és fiai maradtak meg a faluban, mindenki más meghalt vagy elmenekült, de 28 új lakó is érkezett családostul (az összeírás csak a felnőtt férfiakat számlálta). 1559-ben már 3511 akcse adót fizettek. Lossonczy István 1552-ben Temesváron hősi halált halt, Sipek Lossonczy felének új birtokosa a leánya, Anna (Balassi Bálint „Júliája”) lett. Az Országh család férfiágon Kristóffal halt ki 1567-ben, leányai révén Homonnay István, Nyáry Pál és enyingi Török Pál örökölték. Így 1570-re Sipek birtokosai a Forgách és a Nyáry család lettek.
A falut sokáig sújtotta a kettős adóztatás. 1563. augusztus 19-éről fennmaradt, hogy váltság címén jelentős összeget fizetett a falu Ibrahim bin Hasszánnak, Esztergom mizlivájának. 1564 augusztusában 22 238 akcse adót fizettek. A királyi kamarai adókivetésnek megfelelően 3 népes és 1 szegény ház után fizettek adót. 1570-ben újra magyar adószedők jártak a faluban, ekkor Balás Máté, a falu bírája esküje szerint 3 házhely volt a faluban. Balás Máté és Doman Péter leszármazottai ma is élnek a faluban.
A 16. század utolsó évtizedeiben a lakosság száma egyre csökkent a török pusztítás és a harcok miatt. 1593-94 folyamán a vármegye jelentős része felszabadult a török alól. 1596-ban az adóösszeírás alapján két egészházhelyes gazda és egy zsellér élt Sipeken.
A reformáció nem érintette a falut, lakói katolikusok maradtak gróf Forgách Zsigmondhoz hasonlóan. A századforduló körül rendeződött a település helyzete, 1606-ban a település 3 egész- és 3 félházhelyes gazdája évi 3 forint adót fizetett. 1609-ben Szécsény és a környék falvai lakatlanná váltak, a hegyek közt megbúvó Sipek azonban megmenekült. 1626-tól a vármegye déli részén egyre többet portyázott a török, 1647-re a falvak nagy részét sikerült elfoglalniuk, innentől a kettős adózás ismét sújtotta Sipeket. Erre az időre a Balás család itt élő tagjai, Gergely, György és Lukács más armalista nemesek. Rajtuk kívül itt élhetett az 1634-ben nemesi rangot kapott Balás Máté és testvérei is, ők azonban a törökök elől menekülhettek Heves vármegyébe, és nemességüket már ott hirdették ki.
A nehéz idők következtében Sipek lakossága ismét csökkent, 1661-ben már csak másfél adóköteles portáról esik említés. 1674-ben a váci egyházmegye összeírásakor még említik a lakókat, de Sipek nem sokkal ezután elnéptelenedett. 1682-ben az Ibrahim budai pasa vezette hadak Thököly Imre és I. Apafi Mihály seregeivel egyesülve elfoglalták Fülek várát, a vármegye elpusztult, a lakosság menekült. Sipek lakosai feltehetőleg Rimócra vagy Hont vármegyébe költöztek. Itt szintén létezett Sipek nevű település (ma Sipék).
1683-ban Sobieski lengyel király seregei a császári seregekkel együtt visszafoglalják Szécsényt, Sipek ekkor lakatlan. A törökök egyre inkább visszaszorultak. A császári hadakat a vármegye nemesei is segítették, köztük a Balás család is. 1688-ban megindult az újratelepülés, de az 1689-es adóösszeíráskor még nem vetnek ki adót Sipekre, feltehetőleg lakatlanul állt. Valamikor 1690 és 1698 közt települt újra, szinte kizárólag a Balás család tagjaival. Ez alatt a pár év leforgása alatt a család és vele a település gazdaságilag megerősödött – 1692-ben 42 dica, 1697-re már 80 és fél dica adót fizetett a falu. Még mindig a Nyáry és Forgács családok birtokában volt, de a Nyáry-részt teljesen, a Forgács-részt nagy részben a Balások művelték zálogban. A fő jövedelemforrás az állattenyésztés volt. 1728-ban a zsellércsaládok közt már Domány Pál háza népét is említik; a Domán család neve már az 1546-os török adóösszeírásban is szerepelt, ők a település másik legrégebbi lakói.
A Rákóczi-szabadságharc idején a vármegye Rákóczihoz csatlakozott. A hadjáratokat alaposan megsínylette a környék, a kuruc harcok végén leégett a falu és az 1686-ban a tornyistyai dűlőben épült első temploma is. Csak 1745-ben épült új templom a faluban, addig a rimóci római katolikus plébániához tartozott. Az esztergomi érsekség 1731-es összeírása szerint 186 lakója volt Sipeknek, 1755-ben pedig már 240.
1726-ban a Nyáry–Haller örökösöktől gróf Grassalkovich Antal vásárolta meg a falu felét, majd az 1635-ben nemesi címet szerzett Balásoknak birtokcserével adta át. 1848-ban már 727 lakója volt a falunak. 1871-ben kialakították a varsányi körjegyzőséget, ahová Sipek is tartozott Varsány, Rimóc, Nagylóc és Hollókő mellett. Az 1900-as évek elején dr. Gross Jenő több részletben megvásárolta az egyik Balás birtokot, a Balás földekből 700 katasztrális hold a hatvani Deutsch család birtokába, a falu központjában álló kúriával együtt 550 katasztrális hold pedig később a branyitskai Nagy család birtokába került.

## Közélete

### Polgármesterei
- 1990–1994: Balázs János (független)[3]
- 1994–1998: Balázs János (független)[4]
- 1998–2001: Balázs János (független)[5]
- 2001–2002: Király Boldizsár Sándor (független)[6][7]
- 2002–2006: Király Boldizsár Sándor (független)[8]
- 2006–2010: Doman Ferenc (független)[9]
- 2010–2014: Doman Ferenc (Fidesz-KDNP)[10]
- 2014–2019: Vizi Zoltán (független)[11]
- 2019–2024: Vizi Zoltán (független)[12]
- 2024– : Doman Ferenc (Fidesz-KDNP)[1]

A településen 2001. május 20-án időközi polgármester-választást tartottak, az előző polgármester lemondása miatt.

## Népesség
A település népességének változása:
| Lakosok száma | 698  | 697  | 700  | 662  | 633  | 625  | 613  |
|               | 2013 | 2014 | 2015 | 2021 | 2022 | 2023 | 2024 |

2001-ben a település lakosságának közel 100%-a magyar nemzetiségűnek vallotta magát.
A 2011-es népszámlálás során a lakosok 94,1%-a magyarnak mondta magát (5,9% nem nyilatkozott). A vallási megoszlás a következő volt: római katolikus 89,5%, református 0,6%, felekezeten kívüli 1,3% (8,5% nem nyilatkozott).
2022-ben a lakosság 92,6%-a vallotta magát magyarnak, 0,5% németnek, 0,2% szlováknak, 0,2% horvátnak, 0,2% cigánynak, 2,5% egyéb, nem hazai nemzetiségűnek (7,3% nem nyilatkozott; a kettős identitások miatt a végösszeg nagyobb lehet 100%-nál). Vallásuk szerint 66,2% volt római katolikus, 0,6% református, 0,2% evangélikus, 0,2% görög katolikus, 1,1% egyéb keresztény, 2,4% egyéb katolikus, 3,5% felekezeten kívüli (29,8% nem válaszolt).

## Nevezetességei
- A Balás család tagjai, a falu birtokosai három népies barokk stílusú kúriát is építtettek Nógrádsipeken.
- A római katolikus templomot 1917-ben teljesen felújították és átépítették.

## Külső hivatkozások
- Sztrahora várával foglalkozó cikkek a Műemlékvédelem című kiadványból
- Sztrahora váráról a Várak honlapon
- Nógrádsipek a wiki.utikonyvem.hu oldalán
- Nógrádsipek az Ipoly-menti Palócok Honlapján
- A Novohrad-Nógrád UNESCO Globális Geopark települései